# Ainola
Ainola est la maison de Jean Sibelius et de son épouse Aino Sibelius. Elle est située à Järvenpää au nord du lac Tuusulanjärvi en Finlande.

## Présentation
Ainola signifie « le lieu d'Aino ». La construction du bâtiment conçu par l'architecte Lars Sonck se termine en 1903. Au rez-de-chaussée, se trouvent l'atelier de Sibelius, la bibliothèque, dont la fenêtre donne vue sur le lac Tuusulanjärvi, le salon, la salle à manger et la cuisine. Le premier étage comprend trois chambres à coucher, et le deuxième étage une chambre de bonne et un grenier. Le bâtiment est entouré d'un sauna, d’une étable et d'un atelier. Ainola comprend quatre hectares boisés et un jardin.
Jean Sibelius meurt à Ainola le  20 septembre 1957 et il y est enterré dans le jardin. Après le décès de Jean  Sibelius, Aino habitera 12 ans à Ainola jusqu'à sa mort le 8 juin 1969. Elle est aussi enterrée dans le jardin. Le tombeau des Sibelius  est conçu par leur neveu Aulis Blomstedt.
En 1972, les filles de Jean Sibelius, Eva, Ruth, Katarina, Margareta et Heidi vendent Ainola à l'État finlandais. La maison est un musée depuis 1974.

## Accès
La gare d'Ainola est a environ 20 minutes à pied.

## Galerie

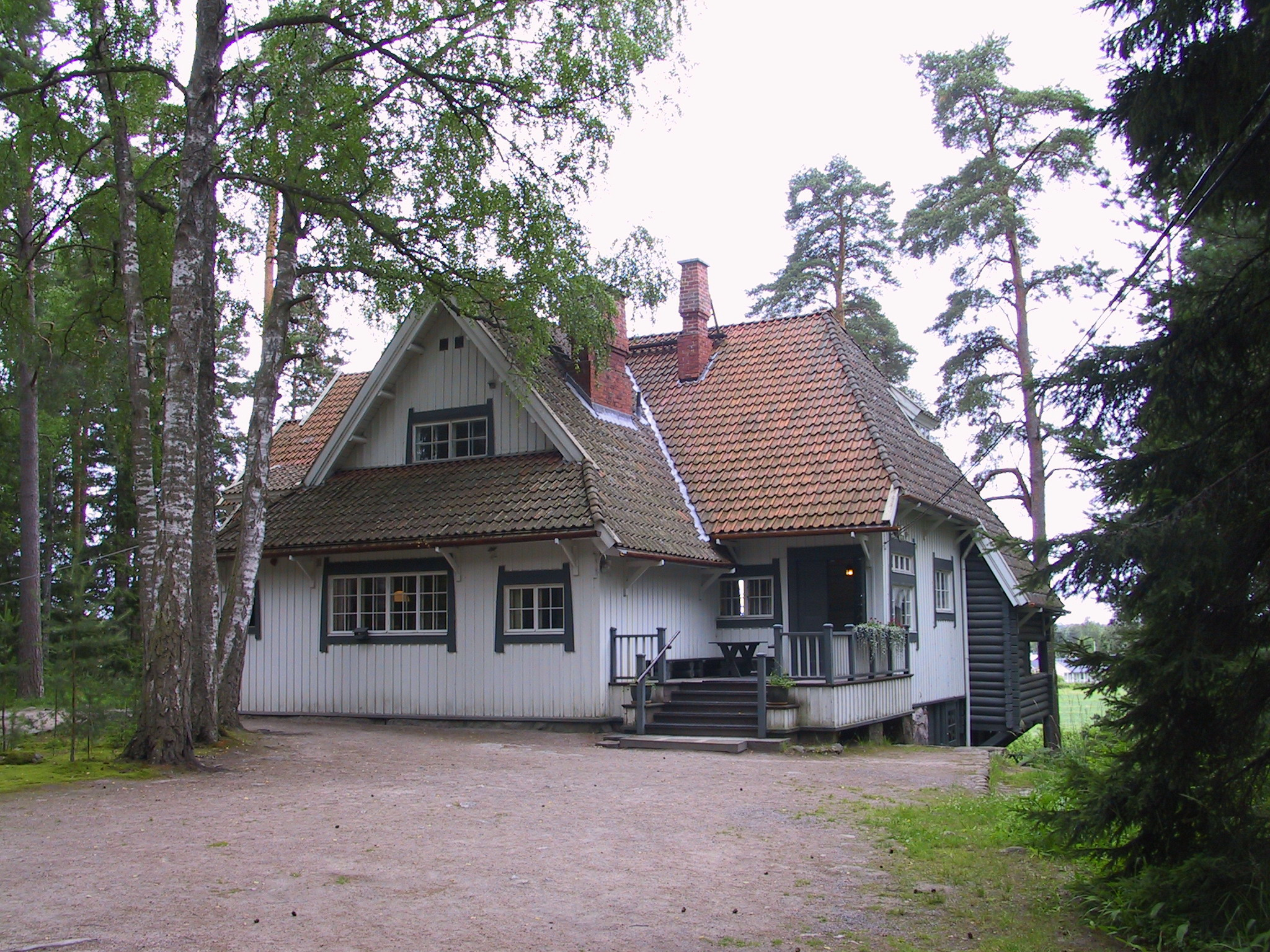
Ainola côté cour.
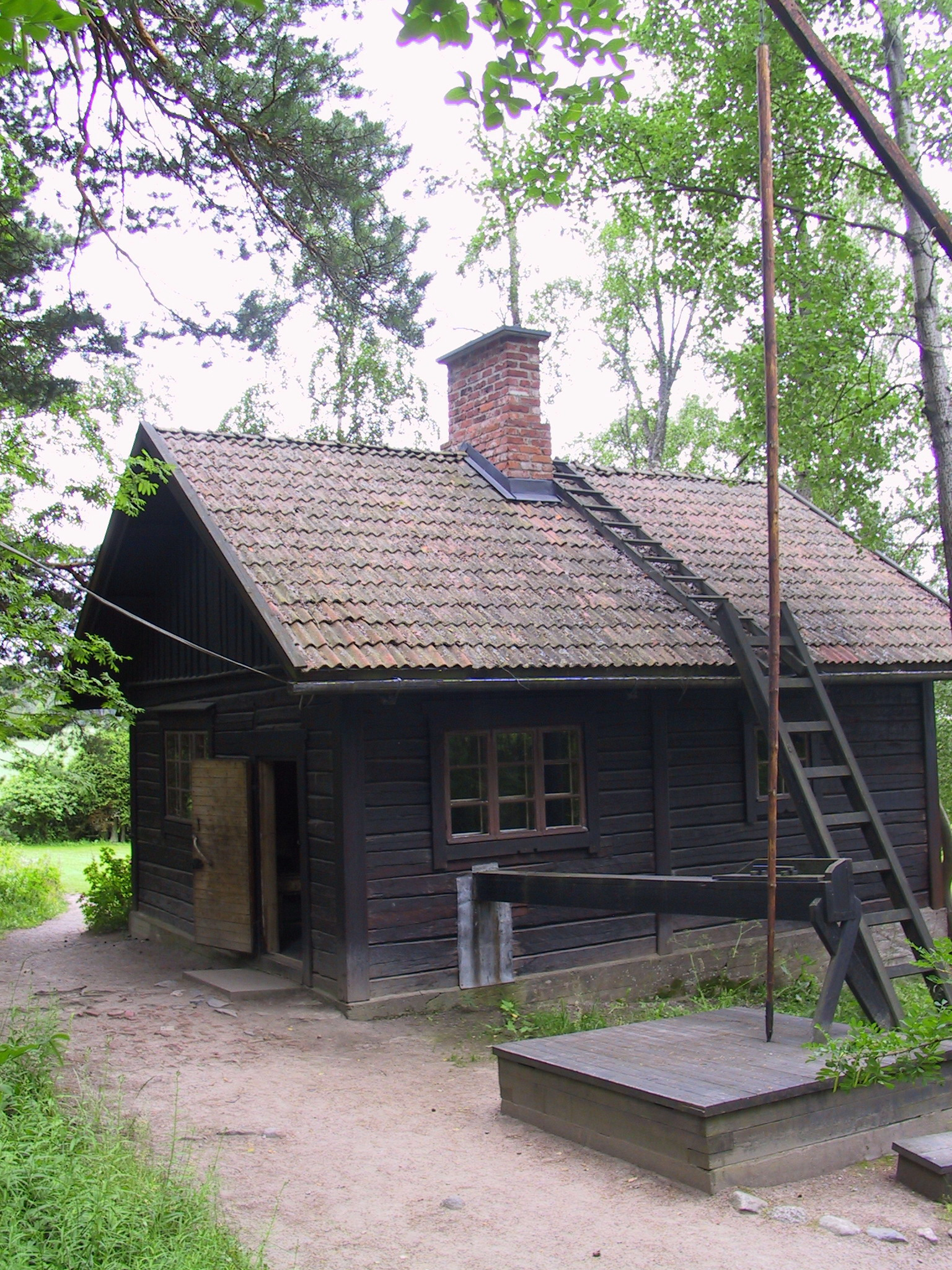
Le sauna d'Ainola.
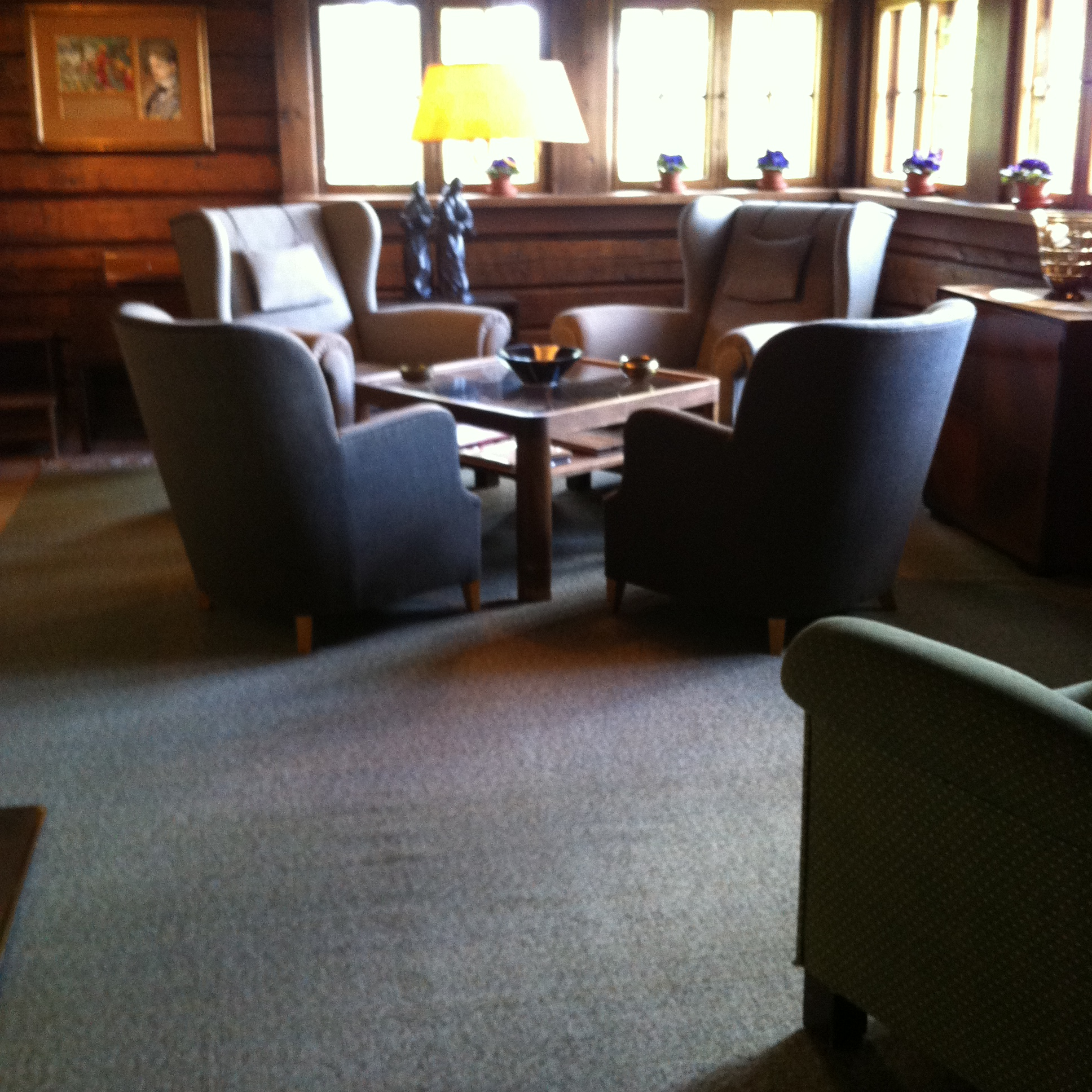
Le fumoir
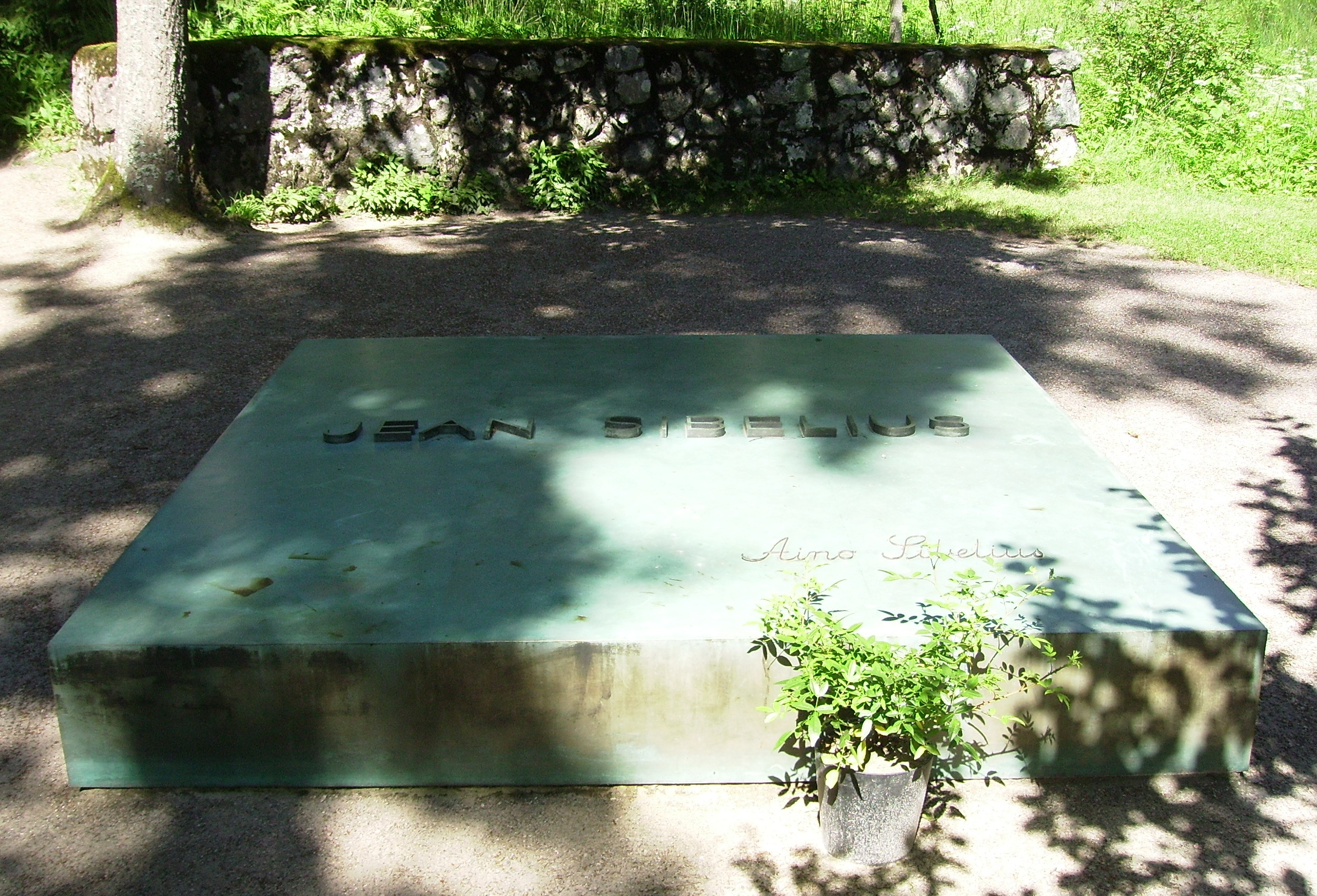
Tombe de Jean et Aino Sibelius.